# Parchkūh
Parchkūh (persiska: پَرچَهكوه, پرچكوه) är en ort i Iran.   Den ligger i provinsen Qazvin, i den nordvästra delen av landet, 150 km nordväst om huvudstaden Teheran. Parchkūh ligger 1 725 meter över havet och antalet invånare är 300.
Terrängen runt Parchkūh är bergig åt nordost, men åt sydväst är den kuperad.Runt Parchkūh är det ganska tätbefolkat, med 108 invånare per kvadratkilometer. Närmaste större samhälle är Rāzmīān, 10,7 km söder om Parchkūh. Trakten runt Parchkūh består i huvudsak av gräsmarker.